# Legalisme (theologie)
Legalisme is de stelling in de christelijke theologie dat verlossing eerder een beloning is voor het (strikt) naleven van religieuze voorschriften en wetten (leges in het Latijn) dan het gevolg van genade van God. Het begrip heeft een sterk negatieve bijklank, omdat slechts uiterlijkheden en menselijke trots worden benadrukt. 